# Robiquetia
Robiquetia — род многолетних травянистых растений семейства Орхидные.
Аббревиатура родового названия в промышленном и любительском цветоводстве — Rbq.
Род не имеет устоявшегося русского названия.

## Ареал и экологические особенности
От Гималаев до Австралии и островов Тихого океана, несколько видов в Индокитае, 2 вида во Вьетнаме, 2 в Китае.
Эпифиты.
Все виды рода Robiquetia входят в Приложение II Конвенции CITES. Цель Конвенции состоит в том, чтобы гарантировать, что международная торговля дикими животными и растениями не создаёт угрозы их выживанию.

## Биологическое описание
Побеги моноподиального типа, обычно свисающие, иногда ветвистые.
Листья, продолговатые, эллиптические.
Соцветия пазушные, висячие, кистевидные или метельчатые, многоцветковые.
Цветки мелкие, у некоторых видов яркие. Чашелистики и лепестки похожи, губа мясистая, 3-лопастная, боковые лопасти прямые.
Поллиниев — 2.

## Виды

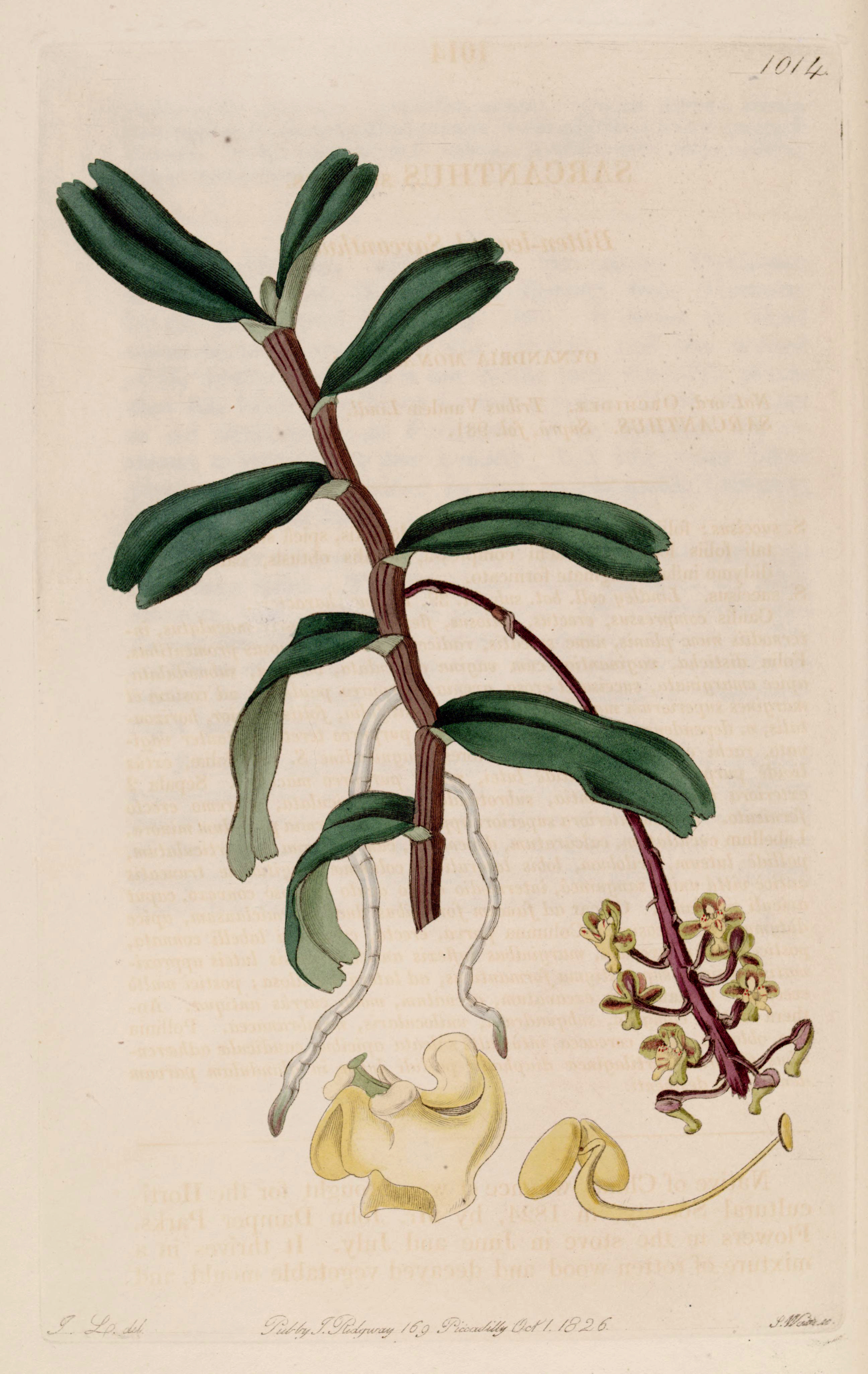
Robiquetia succisa

Robiquetia pantherina

По данным Королевских ботанических садов в Кью:
- Robiquetia adelineana P.O’Byrne, 2007
- Robiquetia amboinensis (J.J.Sm.) J.J.Sm., 1912
- Robiquetia anceps J.J.Sm., 1927
- Robiquetia angustifolia Schltr., 1925
- Robiquetia ascendens Gaudich., 1829 typus
- Robiquetia bertholdii (Rchb.f.) Schltr., 1913
- Robiquetia brassii Ormerod, 2005
- Robiquetia brevifolia (Lindl.) Garay, 1972
- Robiquetia camptocentrum (Schltr.) J.J.Sm., 1912
- Robiquetia cerina (Rchb.f.) Garay, 1972
- Robiquetia compressa (Lindl.) Schltr., 1913
- Robiquetia crassa (Ridl.) Schltr., 1913
- Robiquetia crockerensis J.J.Wood & A.L.Lamb in J.J.Wood & al., 1993
- Robiquetia dentifera J.J.Sm., 1928
- Robiquetia discolor (Rchb.f.) Seidenf. & Garay, 1972
- Robiquetia flexa (Rchb.f.) Garay, 1972
- Robiquetia gracilis (Lindl.) Garay, 1972
- Robiquetia gracilistipes (Schltr.) J.J.Sm., 1912
- Robiquetia hamata Schltr., 1913
- Robiquetia hansenii J.J.Sm., 1920
- Robiquetia josephiana Manilal & C.S.Kumar, 1984
- Robiquetia kusaiensis Fukuy., 1939
- Robiquetia longipedunculata Schltr., 1925
- Robiquetia lutea (Volk) Schltr., 1914
- Robiquetia minahassae (Schltr.) J.J.Sm., 1912
- Robiquetia mooreana (Rolfe) J.J.Sm., 1912
- Robiquetia pachyphylla (Rchb.f.) Garay, 1972
- Robiquetia palawensis Tuyama, 1939
- Robiquetia pantherina (Kraenzl.) Ames, 1923
- Robiquetia pinosukensis J.J.Wood & A.L.Lamb in J.J.Wood & al., 1993
- Robiquetia rosea (Lindl.) Garay, 1972
- Robiquetia spathulata (Blume) J.J.Sm., 1912 — Вьетнам, Северо-Восточная Индия, Хайнань, Бирма, Таиланд, Лаос, Камбоджа, полуостров Малакка, Индонезия.
- Robiquetia succisa (Lindl.) Seidenf. & Garay, 1972 — Вьетнам, Северо-Восточная Индия, Бутан, Южный Китай, Бирма, Таиланд, Лаос, Камбоджа[2].
- Robiquetia tongaensis P.J.Cribb & Ormerod, 2006
- Robiquetia transversisaccata (Ames & C.Schweinf.) J.J.Wood in J.J.Wood & al., 1993
- Robiquetia trukensis Tuyama, 1941
- Robiquetia vanoverberghii Ames, 1915
- Robiquetia vaupelii (Schltr.) Ormerod & J.J.Wood, 2002
- Robiquetia viridirosea J.J.Sm., 1920
- Robiquetia wassellii Dockrill, 1967
- Robiquetia woodfordii (Rolfe) Garay, 1972